# Тиха гавань (фільм)
«Тиха Гавань» (англ. Safe Haven) — американський фільм-драма. Режисер фільму Лассе Гальстрем, екранізація однойменного роману Ніколаса Спаркса. Світова прем'єра фільму відбулась 13 лютого 2013 року. В Україні фільм вийшов в прокат 14 лютого 2013 року.

## Сюжет
Кеті багато років страждала від жорстокості чоловіка. Втративши надію на порятунок, вона відчайдушно втекла і знайшла «тиху гавань» у маленькому спокійному південному містечку . Але чи готова Кеті до нових відносин? Чи здатна знову повірити чоловікові, зрозуміти його і полюбити ? Навіть, якщо йдеться про таку чарівну людину, як молодий вдівець Алекс Вітлі.

## В ролях
- Джуліанн Гаф —  Кеті
- Джош Дюамель —  Алекс Вітлі
- Девід Лайонс —  Кевін, чоловік Кеті
- Кобі Смолдерс —  Джо, подруга Кеті
- Мімі Кіркленд —  Лексі
- Ноа Ломакс —  Джош
- Ред Вест —  Роджер
- Робін Маллінз —  власниця кафе
- Ірен Циглер —  жінка, що допомагала Кеті втекти від чоловіка
- Рік Рейц —  Ред, офіцер поліції в Саус-Порті

## Цікаві факти
- Головну роль у фільмі запропонували Кірі Найтлі. Але вона відмовилась, щоби зіграти у фільмі «Чи може пісня врятувати тобі життя?» (2013).